# Brya chrysogonii
Brya chrysogonii är en ärtväxtart som beskrevs av Leon och Brother Alain. Brya chrysogonii ingår i släktet Brya och familjen ärtväxter. Inga underarter finns listade i Catalogue of Life.